# Eloy Alquinta
Eloy Alquinta Ross (22 de junio de 1971 - Santiago, 15 de marzo de 2004) fue un músico chileno, integrante de los grupos musicales Huaika y Los Jaivas, hijo del guitarrista y vocalista Gato Alquinta, y hermano de Ankatu y medio hermano de Moisés y Aurora Alquinta, también músicos.

## Biografía

### Los inicios y Huaika
Su talento musical fue desarrollado al alero de las influencias de su padre y amigos. Aprendió a tocar el saxofón (alto, soprano y tenor), la trutruca y el cultrún. Junto a su hermano Ankatu y a otras dos parejas de hermanos (Francisco y Juan Pablo Bosco, Leo y Jorge Yáñez), formaron Huaika en 1995. En esta agrupación desarrolló el cultivo de la música latinoamericana en términos de combinaciones de instrumentos y desarrollo de un estilo de "fusión de instrumentos étnicos, folclóricos y modernos, sonidos y voces ancestrales se unen, evolucionan y viajan con los mundos y las vivencias contemporáneas del rincón sur de América Latina." (Sitio oficial Archivado el 10 de agosto de 2020 en Wayback Machine.). Dueño de un notable sentido del humor y amistoso, fue un gran improvisador en su instrumento, aparte de eso tuvo otro grupo llamado La Saga con Francisco Bascuñán, Miguel Ángel Jiménez, Juan Antonio Sepúlveda Canales.
Con Huaika editó dos álbumes, Magia Olvidada (1996, producido por Gato Alquinta) y Vida Llena (2000).Con La Saga el Calienta Orega

### Muerte de Gato y Los Jaivas
En 2003 se convirtió en la cara visible de la familia Alquinta, golpeada por la muerte de su padre en Coquimbo, durante enero de ese año. Mucho se especuló que, tal como Juanita Parra había llegado a reemplazar a su padre Gabriel Parra en Los Jaivas, Eloy sería el reemplazante ideal de su padre. Sin embargo, éste declaró en constantes ocasiones que "no cantaba". Las especulaciones se terminaron y en febrero la nueva formación de Los Jaivas se presentó, con Eloy en saxo e instrumentos de viento, su hermano Ankatu en guitarra eléctrica y su hermana menor Aurora en la voz. 
Eloy y Ankatu alternarían paralelamente sus labores en Huaika (con quienes preparaban el disco que se convertiría en El Rito, finalmente editado en 2005) y Los Jaivas (con múltiples presentaciones en vivo en Chile y el extranjero) durante ese período de tiempo.

### Inesperada muerte
El 15 de marzo de 2004, a los 32 años, y luego de sufrir un infarto de miocardio, Eloy fallece inesperadamente, un año después que su padre. Las manifestaciones de dolor en todo el mundo musical chileno son amplias, e incluso no se descarta una querella por parte de Los Jaivas por negligencia médica, ante la escasa atención prestada por los servicios de urgencia consultados. La posibilidad se diluye, sin embargo. Cuando Huaika edita El Rito en 2005, dedica el álbum a su compañero de grupo fallecido, y Los Jaivas reemplazan a Eloy con su compañero de banda Francisco Bosco, actual integrante de ambas agrupaciones.
Eloy dejó una viuda y dos hijos, además de un trabajo de rescate de la música latinoamericana a través de sus proyectos.

## Enlaces
- Sitio oficial de Huaika Archivado el 10 de agosto de 2020 en Wayback Machine.
- La Nación: Falleció el hijo del Gato Alquinta (enlace roto disponible en Internet Archive; véase el historial, la primera versión y la última).

- Datos: Q5367232